# Most im. Jerzego Łabudy w Szczecinie
Most im. Jerzego Łabudy w Szczecinie – most przez rzekę Parnicę w ciągu jezdni zachodniej Trasy Zamkowej im. Piotra Zaremby. Most o długości 284,6 metrów jest częścią drogi wojewódzkiej nr 115, łączącej Szczecin z Dobieszczynem.
Most, od 1996 nosi imię Jerzego Łabudy, który będąc dyrektorem Przedsiębiorstwa Budowy Tras Komunikacyjnych "Trakt", kierował budową Trasy Zamkowej.

## Ciekawostka
Ze względów ekonomicznych, most został pomalowany dopiero po kilku latach od oddania do użytku.

## Galeria

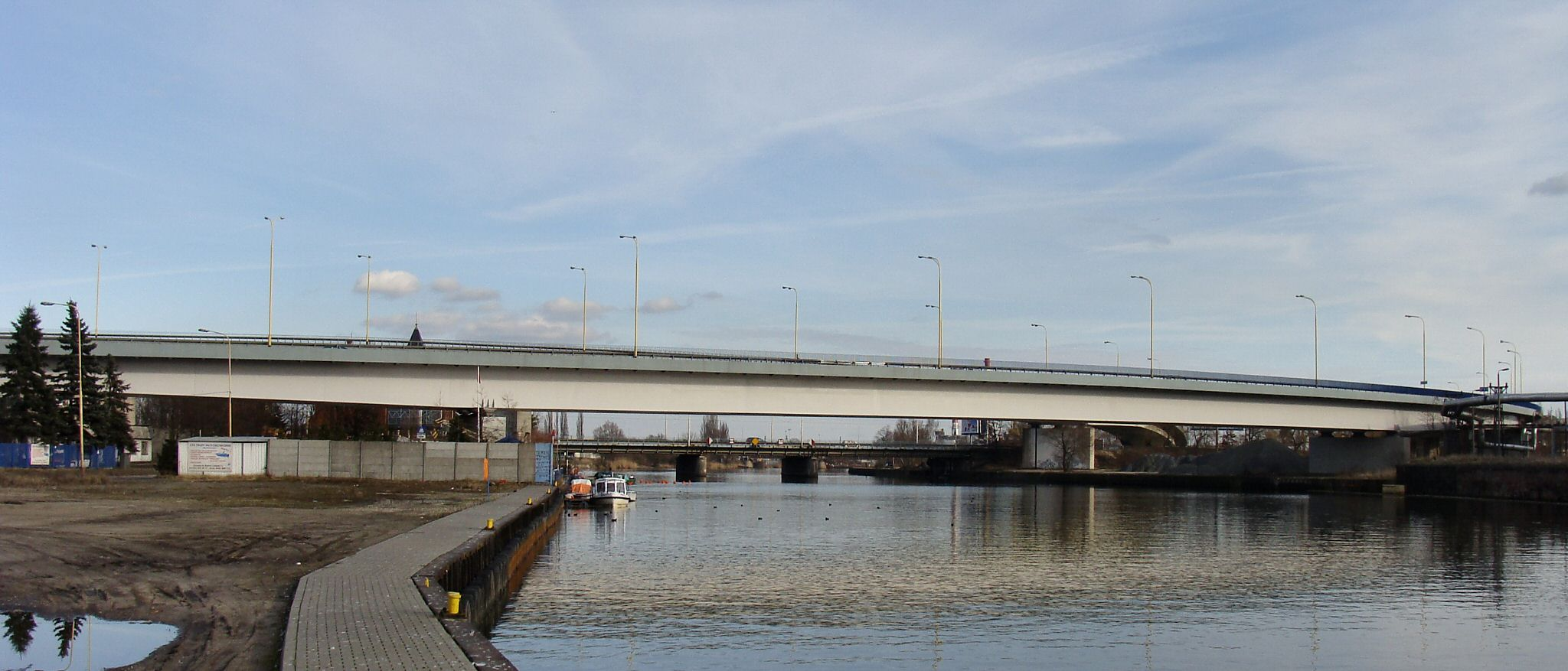
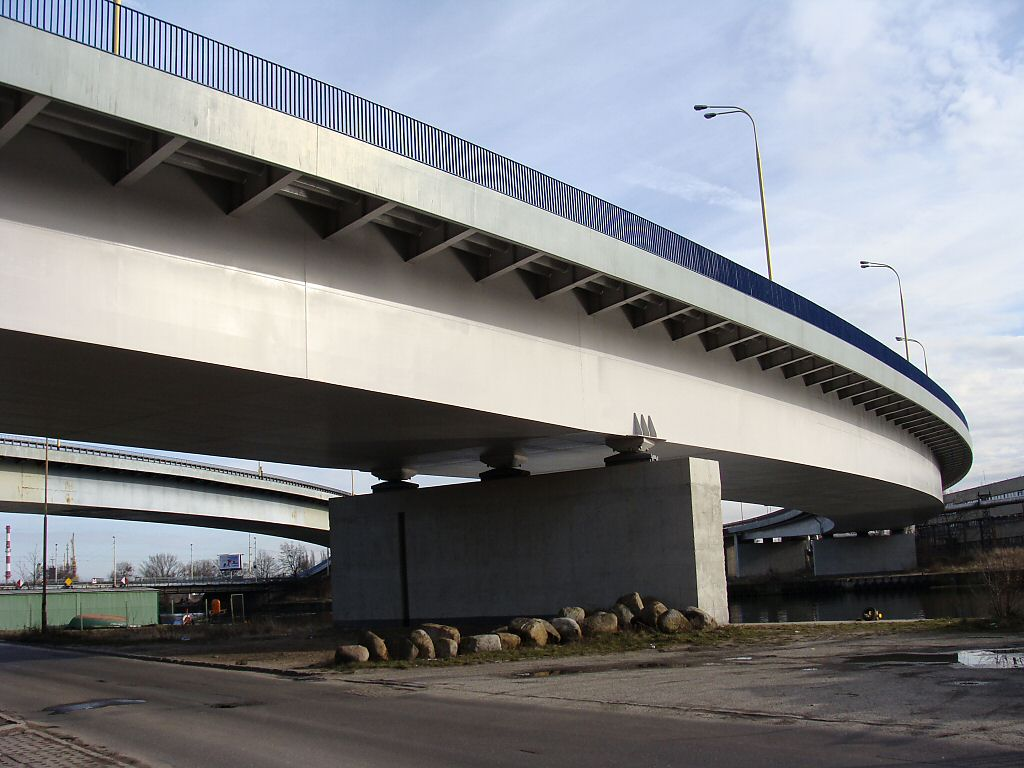
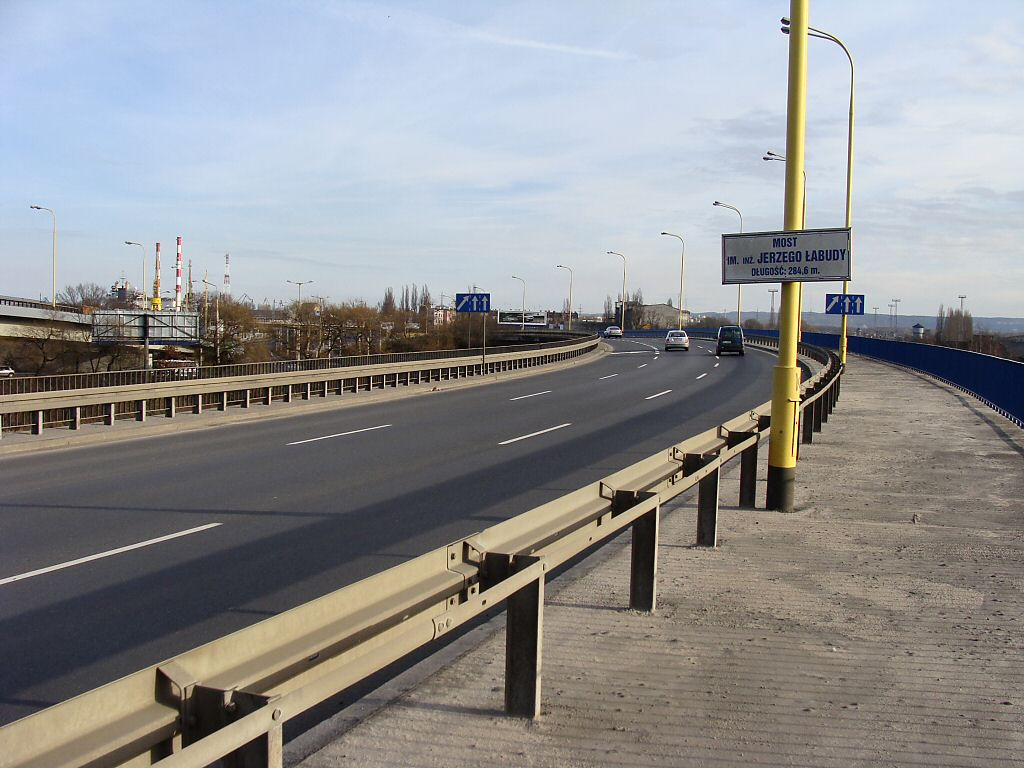